# Питер Тош
Питер Тош (англ. Peter Tosh, настоящее имя — Уинстон Хьюбэрт Макинтош, англ. Winston Hubert McIntosh, 19 октября 1944, Уэстморленд — 11 сентября 1987, Кингстон) — ямайский певец, гитарист, композитор; один из самых популярных и влиятельных исполнителей в стиле регги 1960—70-е годы. Работал вместе с Бобом Марли в составе группы The Wailers. С 1973 года занимался сольной карьерой. Обладатель премии «Грэмми» (1988).
Убит 11 сентября 1987 года в собственном доме грабителями, в убийстве признался Деннис Лоббан, с которым музыкант когда-то дружил и которому помогал найти работу после тюрьмы. Лоббан был приговорён к смертной казни, однако в 1995 году его приговор был заменён на пожизненное заключение.

## Сольная карьера
Питер Тош начал делать свой первый альбом на лейбле CBS Records и в последующим 1977 года тут же записал свой второй альбом Equal Rights.
В 1976 Тош организовал банду поддержки Word, Sound and Power, участники которой должны были сопровождать его в турне в течение следующих нескольких лет, и многие из которых выступали на его альбомах этого периода.

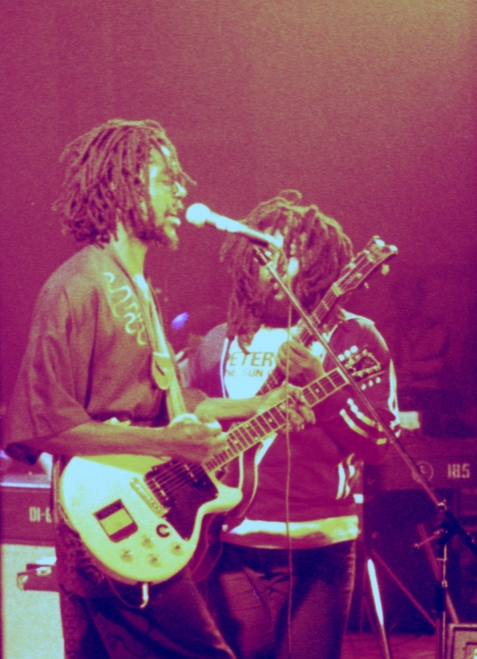
Питер Тош и Робби Шекспир, 1978 год.

В 1978 году лейбл группы The Rolling Stones Rolling Stones Records подписал контракт с Тошем. На нём был выпущен альбом Bush Doctor, представляя Тоша для более широкой аудитории. В альбоме присутствовали фронтмены The Rolling Stones Мик Джаггер и Кейт Ричардс, а ведущий сингл - кавер-версия песни The Temptations «Do not Look Back» - был выпущен как дуэт с Джаггером. Это сделало Тоша одним из самых известных регги артистом.
Во время концерта Боба Марли «One Love Peace Concert» в 1978 года Тош раскурил сплифф марихуану и прочитал лекцию о легализации каннабиса, критикуя присутствующих высокопоставленных лиц Майкла Манли и Эдварда Сига за их неспособность принять такое законодательство. Несколько месяцев спустя был арестован полицией в Кингстоне и жестоко избит во время содержания под стражей в полиции.
Mystic Man (1979) и последующий Wanted Dread and Alive (1981) были также выпущены на Rolling Stones Records. Тош попытался добиться мейнстримового успеха, сохранив воинственные взгляды, но этим добился лишь относительного успеха, особенно по сравнению с успехом Боба Марли. В это же время Тош появился в видеоработе The Rolling Stones «Waiting on a Friend».
В 1984 году, после выхода альбома «Mama Africa» в 1983 год, Тош отправился в добровольное изгнание, в поисках духовных советов людей традиционной медицины в Африке.
Тош также участвовал в международной оппозиции южноафриканскому апартеиду, выступая на концертах против апартеида  и передавая своё мнение в различных песнях, таких как «Apartheid» (1977 год, переиздана в 1987 году), «Equal Rights» (1977 год), «Fight On»(1979) и «Not Gonna Give It Up» (1983).
В 1987 году Питер Тош успешно возобновил карьеру. В 1988 году его последний альбом «No Nuclear War» был награждён премией «Грэмми» в номинации лучший регги-альбом.

## Религия
Наряду с Бобом Марли и Банни Вейлером в конце 1960-х годов Питер Тош стал преданным Растафари. Одно из верований Растафарианства заключалась в том, что Хайле Селассие, император Эфиопии, был либо воплощением Бога, либо посланником Бога, в результате которого трое друзей крестились Эфиопской православной церковью.

## Моноцикл
В какой-то момент после ухода из The Wailers Питер Тош проявил интерес к моноциклам; он стал одноколесным велосипедистом, умея ездить вперед-назад и прыгать. Он часто развлекал своих зрителей, выезжая на сцену на своём велосипеде на своих шоу.

## Смерть
11 сентября 1987 года, сразу после того, как Питер Тош вернулся в свой дом на Ямайке, банда из трёх человек приехала к нему на мотоциклах и начала требовать деньги. Тош ответил, что у него их нет, но ему никто не поверил. Бандиты пробыли в резиденции Тоша несколько часов, пытая его, в надежде получить деньги певца. За то время, пока бандиты были в дому Тоша, к нему приезжали его коллеги, которые также были взяты в заложники. Бандиты все больше и больше расстраивались, особенно главный головорез, Деннис «Leppo» Лоббан, человек, с которым Тош ранее подружился и пытался помочь найти работу после долгого тюремного заключения. Тош сказал, что у него в доме нету денег, после чего Лоббан и другие бандиты безрассудно открыли огонь. Питер Тош был убит двумя выстрелами в голову. Травник Уилтон «Doc» Браун также скончался от ран, полученных во время грабежа. Также были ранены другие заложники, находящиеся в доме Тоша, в том числе гражданская жена певца, Андреа Марлен Браун, диск-жокей Джефф «Free I» Диксон и его жена Ивонн, ударник Тоша Карл «Santa» Дэвис и музыкант Майкл Робинсон.
По словам комиссара полиции Германа Рикетта, Деннис «Leppo» Лоббан сдался, а два других человека, публично не названных, были допрошены. Лоббан продолжал признавать себя невиновным во время судебного разбирательства, рассказывая суду, что он пил с друзьями. Судебное разбирательство было проведено в закрытом суде в связи с применением незаконного огнестрельного оружия. В конечном итоге Лоббан был признан виновным присяжными (восьми женщин и четырёх мужчин) и приговорён к смертной казни через повешение. В 1995 году его приговор был заменён на пожизненное заключение. Другой подозреваемый был оправдан из-за недостатка доказательств. Двух других головорезов так и не идентифицировали по имени. Говорят, что они были убиты в дневной перестрелке на улице.

## Гитара M16
В 1983 году, в Лос-Анджелесе, во время гастрольного тура Тоша Mama Africa местный музыкант по имени Бруно Кун отправился в отель, в котором останавливался Тош, заявив, что у него есть для него подарок. Подарком была изготовленная на заказ гитара в форме винтовки M16. Тош принял подарок лично. Впоследствии гитара была потеряна авиакомпаниями во время тура по городам Европы, но была найдена после того, как агент по связям с общественностью Тоша разместил статью о пропаже в Der Spiegel. Тош продолжил выступление на сцене с этой гитарой.
В 2006 году промоутеры Flashpoint Film Festival объявили, что гитара будет продаваться на аукционе eBay гражданской женой Тоша Андреей «Марлен» Браун. Сыновья Тоша, Эндрю Тош и Джавара Макинтош, помешали продаже, заявив о своих правах на владение гитарой. В 2011 году Эндрю Тош заявил, что гитара находилась под опекой близкого друга, ожидая открытия музея, посвящённого Питеру Тошу.
Музей, посвящённый Питеру Тошу, был открыт на 72-й день рождения певца 19 октября 2016 года в городе Кингстон на Ямайке.

## Дискография

### Студийные альбомы
| Год  | Название               | Лейбл                  | Позиция в чартах | Позиция в чартах |
| Год  | Название               | Лейбл                  | US               | US R&B           |
| ---- | ---------------------- | ---------------------- | ---------------- | ---------------- |
| 1976 | Legalize It            | CBS Records            | 200              | -                |
| 1978 | Equal Rights           | CBS Records            | 137              | -                |
| 1978 | Bush Doctor            | Rolling Stones Records | 123              | -                |
| 1979 | Mystic Man             | Rolling Stones Records | 104              | -                |
| 1981 | Wanted Dread and Alive | Rolling Stones Records | 91               | 40               |
| 1983 | Mama Africa            | EMI Records            | 59               | 49               |
| 1987 | No Nuclear War         | EMI Records            | -                | -                |

### Концертные альбомы
- Captured Live (1984)
- Live at the One Love Peace Concert (2000)
- Live & Dangerous: Boston 1976 (2001)
- Live at the Jamaica World Music Festival 1982 (2002)
- Complete Captured Live (2002)
- Live at My Father's Place 1978 (2014)

### Компиляции
Перечислены компиляции, содержащие материалы, ранее не изданные за пределами Ямайки.
- The Toughest (Heartbeat) (1996)
- Honorary Citizen (1997)
- Scrolls of the Prophet: The Best of Peter Tosh (1999)
- Arise Black Man (1999)
- Black Dignity (Early Works of the Stepping Razor) (2001)
- I Am That I Am (2001)
- The Best of Peter Tosh 1978–1987 (2003)
- Can't Blame the Youth (2004)
- Black Dignity (JAD) (2004)
- Talking Revolution (2005)
- The Ultimate Peter Tosh Experience (2009)